# Trennung der Veränderlichen

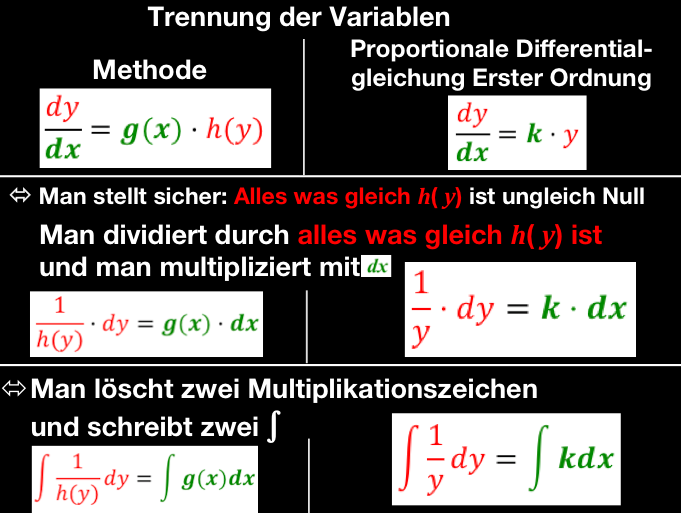
Proportionale Differentialgleichung Erster Ordnung lösen durch Trennung der Veränderlichen.

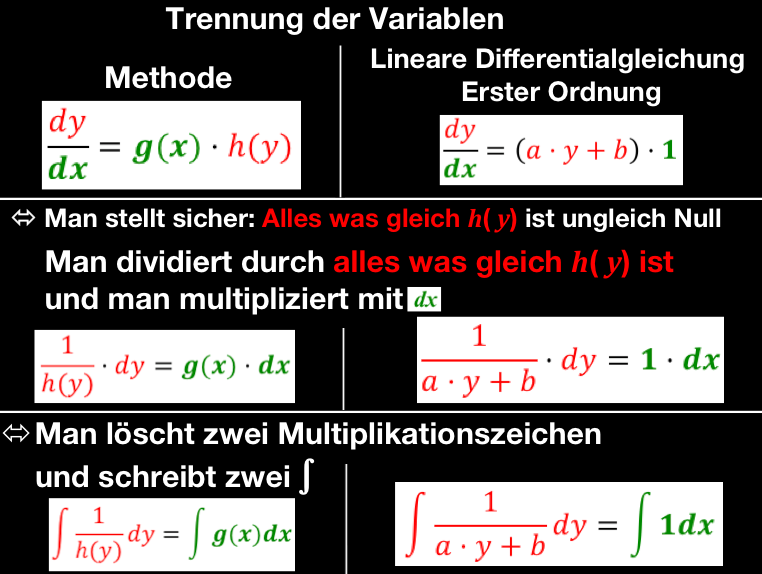
Lineare Differentialgleichung lösen durch Trennung der Veränderlichen.

Die Methode der Trennung der Veränderlichen, Trennung der Variablen, Separationsmethode oder Separation der Variablen ist ein Verfahren aus der Theorie der gewöhnlichen Differentialgleichungen. Mit ihr lassen sich separierbare Differentialgleichungen erster Ordnung lösen. Das sind Differentialgleichungen, bei denen die erste Ableitung ein Produkt aus einer nur von {\displaystyle x} und einer nur von {\displaystyle y} abhängigen Funktion ist: {\displaystyle y'=f(y)g(x).}
Der Begriff „Trennung der Veränderlichen“ geht auf Johann I Bernoulli zurück, der ihn 1694 in einem Brief an Gottfried Wilhelm Leibniz verwendete.
Ein ähnliches Verfahren für bestimmte partielle Differentialgleichungen ist der Separationsansatz. Ein wichtiger Anwendungsfall in Koordinatensystemen, deren Koordinatenflächen konfokale Quadriken sind, ist die Laplace- und die Helmholtz-Gleichung, siehe dort.

## Lösung des Anfangswertproblems
Wir untersuchen das Anfangswertproblem
{\displaystyle y'(x)=f(y(x))g(x)\ ,\ y(x_{0})=y_{0}}
für stetige (reelle) Funktionen {\displaystyle f} und {\displaystyle g}. Falls {\displaystyle f(y_{0})=0}, so wird dieses Anfangswertproblem durch die konstante Funktion {\displaystyle y(x):=y_{0}} gelöst. Diese Lösung muss unter den angegebenen Bedingungen nicht eindeutig sein.

### Formulierung des Satzes

#### Voraussetzungen
{\displaystyle U} sei ein offenes Intervall, {\displaystyle y_{0}\in U} und {\displaystyle f\colon U\to \mathbb {R} } eine stetige Funktion mit {\displaystyle f(x)\neq 0} für alle {\displaystyle x\in U}. Dann gilt nach dem Zwischenwertsatz entweder {\displaystyle f(x)>0} für alle {\displaystyle x\in U}, oder {\displaystyle f(x)<0} für alle {\displaystyle x\in U}. Also ist die Funktion
{\displaystyle {\begin{aligned}\Phi \colon U&\to \mathbb {R} \\y&\mapsto \int _{y_{0}}^{y}{\frac {1}{f(s)}}{\rm {d}}s\end{aligned}}}
streng monoton (das folgt aus dem Hauptsatz der Differential- und Integralrechnung und dem Mittelwertsatz). Das heißt, {\displaystyle \Phi } ist injektiv und es gibt die Umkehrfunktion {\displaystyle \Phi ^{-1}\colon \Phi (U)\to U}.

Ferner sei {\displaystyle V} ein offenes Intervall, {\displaystyle x_{0}\in V} und {\displaystyle g\colon V\to \mathbb {R} } eine stetige Funktion. Dann ist die Funktion
{\displaystyle {\begin{aligned}h\colon V&\to \mathbb {R} \\x&\mapsto \int _{x_{0}}^{x}g(s){\rm {d}}s\end{aligned}}}
wohldefiniert und differenzierbar. Wir wollen die Lösungsmenge {\displaystyle M} des Anfangswertproblems bestimmen:
{\displaystyle M:=\{u\in C^{1}(V,U):u(x_{0})=y_{0}{\text{ und }}u'=(f\circ u)\cdot g\}}

#### Der Satz
Unter den oben genannten Voraussetzungen gilt:
{\displaystyle M=\{u\in C^{1}(V,U):\Phi \circ u=h\}}
Das heißt, im Fall {\displaystyle h(V)\subset \Phi (U)} hat das Anfangswertproblem genau eine Lösung – nämlich die Funktion {\displaystyle \Phi ^{-1}\circ h} – und andernfalls ist {\displaystyle M} leer.

### Beweis
Sei {\displaystyle N:=\{u\in C^{1}(V,U):\Phi \circ u=h\}}. Wir beweisen zuerst {\displaystyle M\subset N} und dann {\displaystyle N\subset M}:
1.
Sei {\displaystyle u\in M}, dann gilt nach der Substitutions-Regel
{\displaystyle h(x)=\int _{x_{0}}^{x}g(s){\rm {d}}s=\int _{x_{0}}^{x}{\frac {u'(s)}{f(u(s))}}{\rm {d}}s=\int _{u(x_{0})}^{u(x)}{\frac {1}{f(y)}}{\rm {d}}y=\int _{y_{0}}^{u(x)}{\frac {1}{f(y)}}{\rm {d}}y=\Phi (u(x))\in \Phi (U)}
für alle {\displaystyle x\in V}, also {\displaystyle \Phi \circ u=h}.
2.
Nun bleibt zu zeigen, dass für den Fall {\displaystyle h(V)\subset \Phi (U)} das einzige Element von {\displaystyle N} – die Funktion {\displaystyle \Phi ^{-1}\circ h} – eine Lösung des Anfangswertproblems ist, also {\displaystyle \Phi ^{-1}\circ h\in M} gilt: Nach der Kettenregel, der Umkehrregel und dem Hauptsatz der Differential- und Integralrechnung gilt
{\displaystyle (\Phi ^{-1}\circ h)'(x)=(\Phi ^{-1})'(h(x))h'(x)={\frac {1}{\Phi '(\Phi ^{-1}(h(x)))}}h'(x)={\frac {1}{\Phi '(u(x))}}h'(x)=f(u(x))g(x)}
für alle {\displaystyle x\in V}. Natürlich ist {\displaystyle u(x_{0})=y_{0}}.

### Bemerkung
{\displaystyle D} und {\displaystyle D'} seien Teilmengen der reellen Zahlen, {\displaystyle f\colon D\to \mathbb {R} } und {\displaystyle g\colon D'\to \mathbb {R} } stetige Funktionen, {\displaystyle x_{0}} sei ein innerer Punkt von {\displaystyle D}, {\displaystyle y_{0}} ein innerer Punkt von {\displaystyle D'} und {\displaystyle f(y_{0})\neq 0}. Dann gilt:
Ist {\displaystyle f(y_{0})>0} {\displaystyle (f(y_{0})<0)}, dann gibt es wegen der Stetigkeit von {\displaystyle f} ein {\displaystyle y_{0}} umfassendes offenes Intervall {\displaystyle U\subset \mathbb {R} } mit {\displaystyle f(y)>0} {\displaystyle (f(y)<0)} für alle {\displaystyle y\in U}. Weil {\displaystyle \Phi } auf {\displaystyle U} stetig ist, ist {\displaystyle \Phi (U)} nach dem Zwischenwertsatz ein Intervall und es gilt {\displaystyle h(x_{0})=0=\Phi (y_{0})}. Deswegen gibt es ein {\displaystyle x_{0}} umfassendes offenes Intervall {\displaystyle V\subset \mathbb {R} }, sodass die Abbildung
{\displaystyle x\mapsto \int _{x_{0}}^{x}g(s){\rm {d}}s}
für alle {\displaystyle x\in V} Werte in {\displaystyle \Phi (U)} hat. Das heißt, die Restriktionen {\displaystyle f|_{U}} und {\displaystyle g|_{V}} erfüllen die Bedingungen des oben formulierten Satzes.

## Beispiel
Gesucht sei die Lösung {\displaystyle y} des Anfangswertproblems
{\displaystyle y'=xy^{2}+x\ ,\ y(0)=1}.
Hierbei handelt es sich um eine Differentialgleichung mit getrennten Variablen:
{\displaystyle y'=x(y^{2}+1)}.
Setze also
{\displaystyle \Phi (y):=\int _{1}^{y}{\frac {1}{1+s^{2}}}{\rm {d}}s=\arctan y-\arctan 1=\arctan y-{\frac {\pi }{4}}}.
Die Umkehrfunktion lautet
{\displaystyle \Phi ^{-1}(y)=\tan \left(y+{\frac {\pi }{4}}\right)}.
Also ist die Lösung des Anfangswertproblems gegeben durch
{\displaystyle y(x)=\tan \left(\int _{0}^{x}s{\rm {d}}s+{\frac {\pi }{4}}\right)=\tan \left({\frac {x^{2}}{2}}+{\frac {\pi }{4}}\right)}.

## Differentiale als anschauliche Rechenhilfe
Anschaulich besagt der Satz von der Trennung der Veränderlichen, dass das folgende Vorgehen erlaubt ist, d. h. zu richtigen Ergebnissen führt (obwohl die Differentiale {\displaystyle \mathrm {d} x} und {\displaystyle \mathrm {d} y} eigentlich nur Symbole sind, mit denen man streng genommen nicht rechnen kann):
- Schreibe die Ableitung konsequent als {\displaystyle {\tfrac {\mathrm {d} y}{\mathrm {d} x}}}.
- Bringe alle Terme, in denen ein {\displaystyle x} vorkommt – einschließlich des {\displaystyle \mathrm {d} x} – auf die rechte, und alle anderen – einschließlich des {\displaystyle \mathrm {d} y}  – auf die linke Seite, unter Anwendung gewöhnlicher Bruchrechnung.
- Es sollte dann links im Zähler ein {\displaystyle \mathrm {d} y} und rechts im Zähler ein {\displaystyle \mathrm {d} x} stehen.
- Setze einfach vor beide Seiten ein Integralsymbol und integriere.
- Löse die Gleichung gegebenenfalls nach {\displaystyle y} auf.
- Ermittle die Integrationskonstante {\displaystyle C} mithilfe der Anfangsbedingung.

Die Rechnung für das obige Beispiel würde dann auf folgende Weise ablaufen:
{\displaystyle {\frac {\mathrm {d} y}{\mathrm {d} x}}=xy^{2}+x\;\Longrightarrow \,\int {\frac {\mathrm {d} y}{1+y^{2}}}=\int x\,\mathrm {d} x\;\Longrightarrow \,\arctan(y)={\frac {x^{2}}{2}}+C\;\Longrightarrow \,y=\tan \left({\frac {x^{2}}{2}}+C\right)}
mit {\displaystyle 1=y(0)=\tan(C)}, also {\displaystyle C=\arctan(1)={\frac {\pi }{4}}}.

## Computerprogramm und Künstliche Intelligenz
Die CAS-Software Xcas kann Trennung der Veränderlichen mit folgendem Befehl durchführen: split((x+1)*(y-2),[x,y]) = [x+1,y-2]
Die ChatBots ChatGPT und Microsoft Copilot können Beispiele für Trennung der Variablen zeigen.